# Pierre Guichou
Pierre Guichou, en breton Pêr Guichou, est un prêtre français, du diocèse de Quimper et de Léon, né le 11 novembre 1915 à Plouider où il est mort le 28 mars 2008. Bibliste, il a publié en 2002 aux éditions du Minihi Levenez une traduction du Nouveau Testament en breton. 

## Biographie
Après des études secondaires au collège du Kreisker à Saint-Pol-de-Léon, il entre en 1934 au Grand séminaire de Quimper. Mobilisé en 1939, il connait la Guerre puis la captivité. De retour au Séminaire de Quimper fin 1944, il est ordonné prêtre le 18 mars 1945. Puis de 1945 à 1947, il est prêtre étudiant à Rome où il obtient une licence d'Écriture Sainte. 
Nommé vicaire à la paroisse Saint-Michel de Brest à son retour de Rome, il devient en 1948 professeur d'Écriture Sainte au Grand séminaire de Quimper. Il est nommé curé de Saint-Martin à Morlaix en 1964, avant d'être promu en 1970 curé-archiprêtre de Saint-Pol-de-Léon. Il est ensuite de 1982 à 1992 recteur de la paroisse de Porspoder, sur la côte nord du Léon, avant de se retirer au centre d'accueil de Keraudren, à Brest, où il poursuit son ministère sacerdotal comme chapelain de la chapelle Saint-Paul de Brest.
Bibliste, il a fait partie de l'équipe de traducteurs de la Kenvreuriez ar Brezoneg qui ont traduit en breton, à partir de la Vulgate, sous la direction de Mgr Vincent Favé les quatre évangiles en 1982 puis les autres livres du Nouveau Testament en 1988. Il a lui-même publié en 2002 sa propre traduction du Nouveau Testament en breton à partir du grec.
Il avait également entrepris une traduction de l'Ancien Testament, mais sa mort accidentelle en 2008 a laissé ce travail inachevé.

## Publications
- An Testamant Nevez. Kelou Mad Jezuz, or Zalver, [« Le Nouveau Testament. Bonne nouvelle de Jésus, notre Sauveur »], Landerneau, Minihi Levenez, 2002,  (ISBN 978-2-908230-15-4) (consultable en ligne)
- L'Évangile de saint Jean : par la foi à la vie en Jésus, Paris, Lethielleux, 1962, 314 p.
- Les psaumes commentés par la bible, Paris, Cerf, 1958, 3 volumes, collection « L’esprit liturgique ».